# 日本工芸館
日本工芸館（にほんこうげいかん）は、大阪市浪速区にある伝統的民芸品の保存育成と普及を目的とする博物館。日本民藝協会大阪支部の活動拠点として、1950年に三宅忠一が設立した。
1959年に三宅は柳宗悦と袂を分かち、民藝協会を脱退して日本民芸協団を設立した。その経緯から日本民藝館とは別組織となっている。
運営は一般財団法人日本工芸館。

## 概要
今や世界的に高く評価されている日本の国土が生み出した伝統的民芸品を展示している。現存民芸の技術保存と普及育成に努め、日常生活の美化運動にも寄与するため民藝運動を進めている。日本の歴史的工芸文化の一端として民芸の『用と美』を観賞できる。

## 歴史
- 1950年（昭和25年）、大阪市北区堂島で江戸時代の米蔵を改造し開館[2]。
- 1960年（昭和35年）、開館10周年を記念して現在地に新築移転[2]。
- 2018年(平成30年)5月31日、老朽化のため展示館全館建て替えのため展示館は休館。2020年リニューアルオープン予定。同館の民芸普及部による販売活動は引き続き営業中である。[3]